# Dame

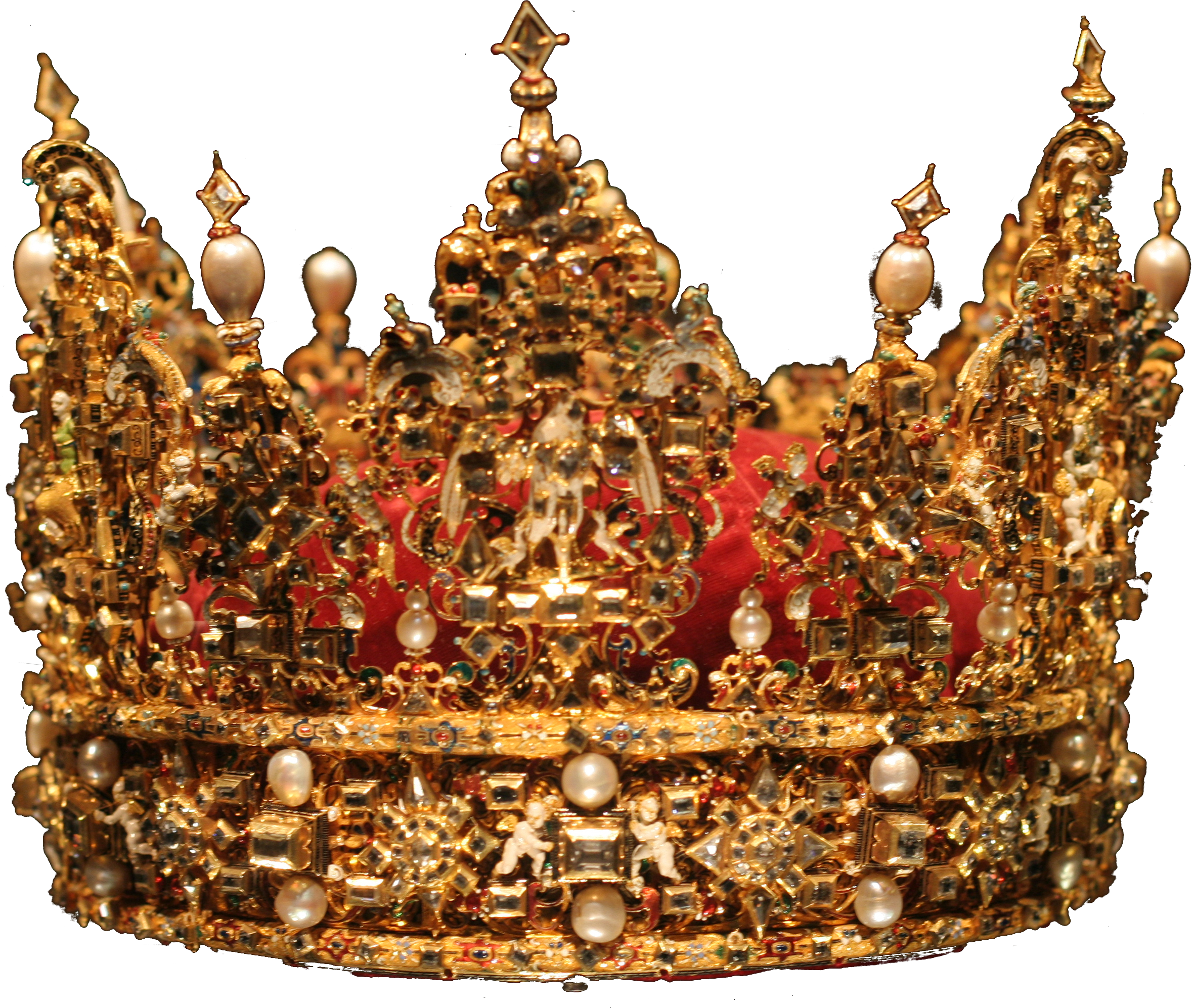
⠀⠀⠀⠀⠀⠀

Dame é uma estilização de honra das ordens de cavalaria do Reino Unido. É o equivalente de "Sir" para cavaleiros. Uma mulher apontada para a Ordem do Banho, Ordem de São Miguel e São Jorge, Real Ordem Vitoriana, ou Ordem do Império Britânico se torna uma Dame. Mulheres membros da Ordem da Jarreteira ou Ordem do Cardo não são chamadas de  "Dame" mas de "Lady".
A mais nova mulher apontada como dame foi a velejadora britânica Ellen MacArthur, com 28 anos. A mais velha é atriz Olivia de Havilland, condecorada às vésperas de seus 101 anos. Outras atrizes famosas, como Julie Andrews e Maggie Smith, e escritoras como Rose Tremain também possuem a honraria de Dame.
Um grande número de figuras notáveis, como Vanessa Redgrave, negaram a estilização. Antigamente, a mulher de um Cavaleiro recebia o título de Dame, mas esse costume foi trocado pela nomeação de "Lady" no século XVII.